# 6-snooker
6-snuker (angleško six-red snooker), daljše snuker šestih rdečih krogel, je različica snukerja, po mnenju nekaterih celo samosvoj biljardni šport, ki se igra na snukerski mizi. Od klasičnega snukerja se razlikuje po tem, da na mizo ni postavljenih 15, temveč 6 rdečih krogel. Vsa pravila so enaka kot pri klasičnem snukerju. Zaradi manjšega števila rdečih krogel in posledično manjšega števila možnih točk se igralcem napake in točkovni odbitki bistveno hitreje poznajo kot pri klasičnem snukerju. 
Različico so osnovali z namenom, da bi igralce z manj rdečimi kroglami prisilili v krajše frame, ki bi jim tudi gledalci pred televizijskimi zasloni lažje sledili. Poleg 6-snukerja preučujejo tudi druge različice snukerja.
S tem formatom so namreč želeli obuditi in dvigniti priljubljenost snukerja pri gledalcih, na enak način kot so to pri kriketu storili z različico Twenty20.
Prvi mednarodni turnir v 6-snukerju, Six-red Snooker International 2008, so priredili julija 2008. V finalu je Ricky Walden porazil Stuarta Binghama. 
Turnir v 6-snukerju so priredili tudi v času Svetovnega prvenstva 2009, tedaj zgolj kot postransko popestritev prvenstva. Pravila turnirja so določala, da igralci dvoboje končnice dobivajo zgolj po enem dobljenem framu. V finale sta se uvrstila 13-letni Ross Muir in veteran Tony Knowles. Z izidom 52-18 je slavil Knowles. Vstop je bil brezplačen, napovedali pa so, da bo treba za ogled turnirjev v prihodnosti potrebno kupiti vstopnico.
Jimmy White je izjavil, da bi 6-snuker lahko postal način, kako dvigniti popularnost športa. Prav tako je Ali Carter dejal, da bi ga v prihodnosti mikalo tekmovati v 6-snukerju.
Prvo Svetovno prvenstvo v 6-snookerju so organizirali na Irskem med 15. in 18. decembrom 2009. Prvi svetovni prvak je postal Mark Davis, ki je v finalu na kolena spravil Marka Williamsa, izid je bil 6-3.